# Michelle Lenhardt
Michelle Lenhardt (Porto Alegre, 27 de maio de 1980) é uma nadadora brasileira.

## Trajetória esportiva
Michelle começou a nadar aos quatro anos; aos 12 anos passou a treinar no Grêmio Náutico União, e com 15 anos foi ao seu primeiro Troféu Brasil.
Aos 24 anos, formada em publicidade e propaganda, e sem ver seus resultados melhorarem, pensou em encerrar a carreira.
Ao final de 2004, transferiu-se para o Unisanta, em Santos, onde começou a treinar visando participar de uma olimpíada.
Mischa, como é chamada pelos amigos, foi cortada dos Jogos Pan-Americanos de 2007 devido a um erro da Confederação Brasileira de Desportos Aquáticos, que inscreveu três atletas para a disputa do revezamento, em vez dos dois permitidos. Logo mudou-se para São Paulo, onde começou a treinar no Esporte Clube Pinheiros, com Flávia Delaroli, Tatiana Lemos e Monique Ferreira.
Conseguiu vaga para os Jogos Olímpicos de Verão de 2008 em Pequim graças ao corte de Rebeca Gusmão, suspensa por doping, tornando-se a primeira nadadora gaúcha a disputar uma olimpíada. Participou da equipe de revezamento 4x100 metros nado livre, marcando um novo recorde sul-americano para a prova,de 3min42s85, porém insuficiente para classificar a equipe brasileira, que ficou em 13º lugar.
Em 6 de setembro de 2009 bateu novamente o recorde dos 4x100 metros livre, com 3m41s49, junto com Tatiana Lemos, Monique Ferreira e Julyana Kury.
Esteve no Campeonato Mundial de Natação em Piscina Curta de 2010, onde foi à final dos 4x100 metros livre, terminando em oitavo lugar. Neste revezamento, bateu o recorde sul-americano em piscina curta, com o tempo 3m35s95, junto com Tatiana Lemos, Flávia Delaroli e Julyana Kury. Também obteve o 26º lugar nos 50 metros livre.
No Campeonato Mundial de Esportes Aquáticos de 2011 em Xangai, obteve o 13º lugar nos 4x100 metros livre.
Nos Jogos Pan-Americanos de 2011 em Guadalajara, conquistou a medalha de prata na prova do revezamento 4x100 metros nado livre.

### Recordes
Michelle é detentora ou ex- detentora dos seguintes recordes:
Piscina olímpica (50 metros)
- Recordista sul-americana do revezamento 4x100 metros livre: 3m41s49, obtidos em 6 de setembro de 2009, com Tatiana Lemos, Monique Ferreira e Julyana Kury (já ultrapassado)[5][12]

Piscina semiolímpica (25 metros)
- Recordista sul-americana do revezamento 4x100 metros livre: 3m35s95, obtidos em 18 de dezembro de 2010, com Flavia Delaroli, Tatiana Lemos e Julyana Kury (já ultrapassado)[7][13]